# Jevgeni Sadovy

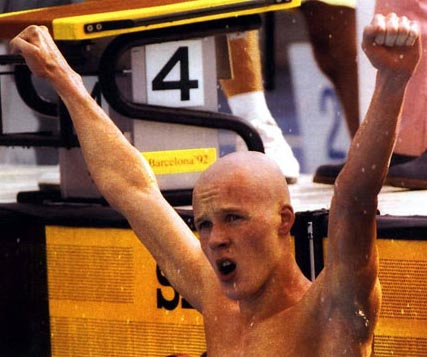
Jevgeni Sadovy (1992)

Jevgeni Viktorovitsj Sadovy (Russisch: Евгений Викторович Садовый) (Volzjski, 19 januari 1973) is een voormalig internationaal topzwemmer uit Rusland, die in  1992 drie gouden medailles won op de Olympische Spelen van Barcelona. Hij zegevierde daar op de individuele 200 en 400 meter vrije slag en met de estafetteploeg van het Gemenebest van Onafhankelijke Staten op de 4x200 meter vrije slag.
De broodmagere en verlegen Sadovy verbeterde op de 400 vrij het wereldrecord met 1,95 seconden. Ook met de aflossingsploeg van het GOS scherpte hij de mondiale toptijd aan. Bij thuiskomst wachtten president Boris Jeltsin en IOC-voorzitter Juan Antonio Samaranch hem op. Sadovy werd uitgeroepen tot Russisch Sportman van het Jaar, Wereldzwemmer van het Jaar en ontving van de president een gouden horloge.
Na de voor hem eveneens succesvol verlopen Europese kampioenschappen langebaan (50 meter) van 1993 (twee gouden, één zilveren medailles) begonnen motivatieproblemen hem parten te spelen. Sadovy laste een adempauze in en besloot in 1996 zijn carrière voorgoed af te sluiten. In 1999 werd hij opgenomen in The International Swimming Hall of Fame.